# Leicester City Football Club
O Leicester City Football Club (AFI:[ˌlɛstər ˈsɪti]) é um clube de futebol inglês da cidade de Leicester, que manda seus jogos no King Power Stadium, cuja capacidade é de 32.261 pessoas.
Atualmente participa da EFL Championship, a segunda divisão do campeonato inglês. O Leicester City conquistou o Campeonato Inglês na Temporada de 2015-16 com uma surpreendente campanha de 38 jogos, 23 vitórias, 12 empates e apenas 3 derrotas, após quase ter sido rebaixado na Temporada de 2014-15.
O Leicester City ainda possui 3 conquistas da Copa da Liga Inglesa nas temporadas 1963–64, 1996–97 e 1999–00, também tem 2 títulos conquistados da Supercopa da Inglaterra na temporadas 1971 e 2021 e 1 conquista da Copa da Inglaterra na temporada 2020–21, considerando os seus títulos mais importantes.

## História

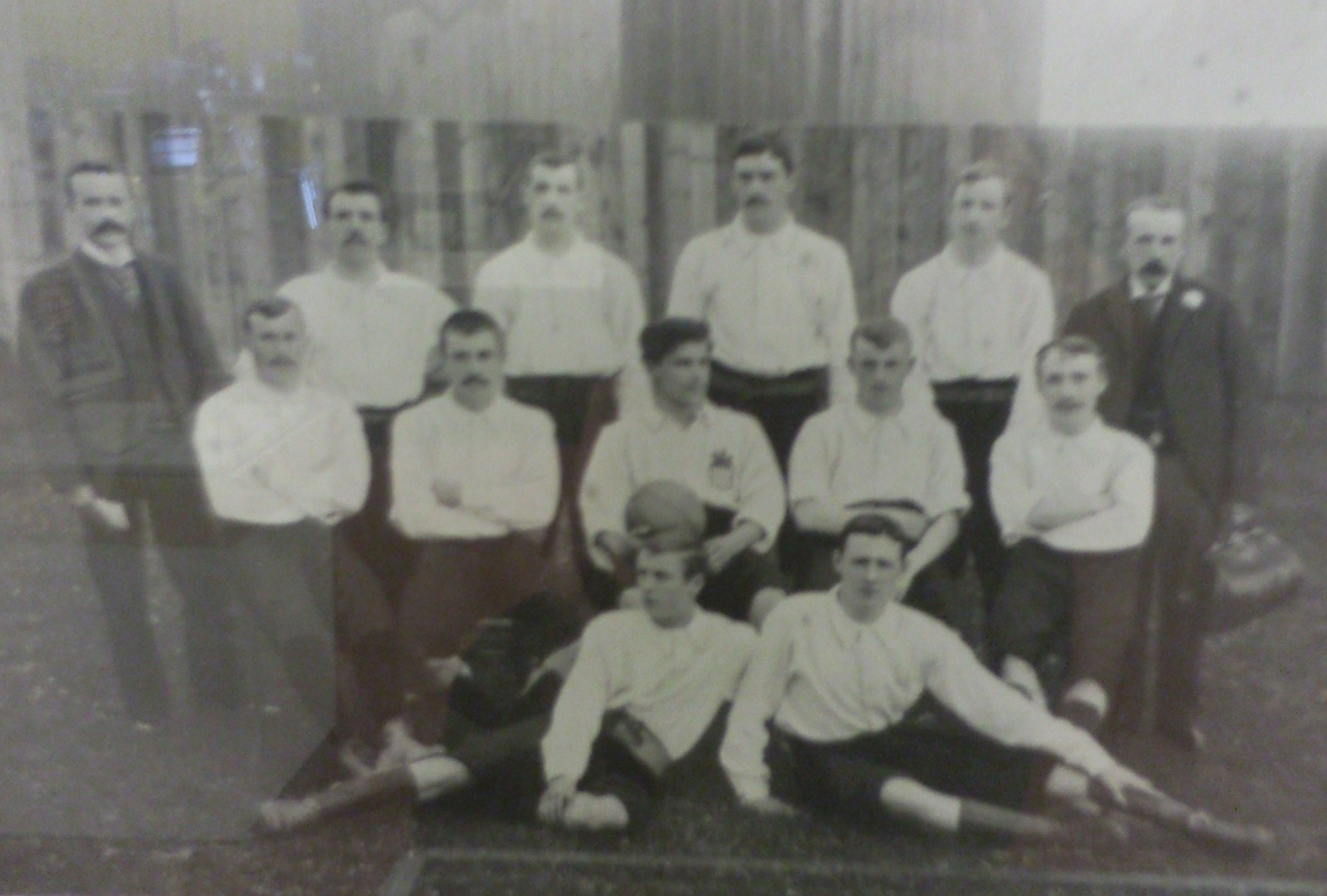
O Leicester Fosse de 1892.

Fundado no ano de 1884, com o nome Leicester Fosse (Leicester City somente em 1919) pois jogava em um campo perto de Fosse Road, a equipe seria admitida na Football League apenas dez anos mais tarde, em 1894.
Apesar de centenário, o Leicester City é considerado um time de média expressão na Inglaterra. Sediado na cidade de mesmo nome, o clube é apelidado de "The Foxes" (As Raposas), por conta da caça em larga escala que a região fazia ao animal no Século XIX.
O clube aparece na história do Campeonato Inglês como um clube que viveu na gangorra entre as duas principais divisões. As Raposas são, ao lado do Manchester City, a equipe com mais títulos (7) e mais acessos (11) da Segunda Divisão Inglesa.
Até a Temporada de 2015-16, o clube havia figurado 48 temporadas na elite do Campeonato Inglês. Destas, sem contar a própria Temporada de 2015-16, apenas em 3 oportunidades o clube figurou entre os quatro primeiros da tabela. A primeira na Temporada de 1928-29, quando a equipe terminou em 3° na Football League, cinco pontos atrás do campeão Everton. Na temporada seguinte, veio a melhor campanha de sua história com o vice-campeonato nacional, a um ponto de superar o Sheffield Wednesday (o Leicester City somou 51 pontos em 42 rodadas, sendo 21 vitórias, 9 empates e 12 derrotas). Por fim, a terceira aparição no Top 4 foi alcançada na Temporada de 1962-63, pela equipe que ficou conhecida como "Os Reis do Gelo" (por conta do inverno mais rigoroso do Século XX vivenciado pela Inglaterra).
A década de ouro para o clube foram os anos 1960, com 12 participações consecutivas na elite Inglesa. Além disso, também conquistou o seu primeiro título de expressão, a Copa da Liga Inglesa de 1963-64 (que voltaria a erguer em 1997 e 2000), e chegou a três decisões da Copa da Inglaterra. Grande parte deste sucesso nessa década se deve ao ídolo máximo do clube: o goleiro Gordon Banks.
Desde 1962-63, com "Os Reis do Gelo", o Leicester City chegou a fazer figurações razoáveis no Campeonato Inglês, mas sem passar da sétima posição na tabela final. Só voltaria a ocupar a liderança 37 anos depois, de maneira efêmera, na 8° rodada da Premier League de 2000-01.

### Era Vichai Srivaddhanaprabha
Em 2010, o grupo asiático Asian Football Investments que tem como sócia a maior empresa de freeshops do mundo, a King Power, e cujo presidente é Vichai Srivaddhanaprabha, "comprou" o clube. Desde então, o Leicester City trocou de fornecedora de material desportivo, conseguiu vender os naming rights do estádio para a própria King Power e retornou à elite inglesa.
Logo após a conquista da Segunda Divisão Inglesa na Temporada de 2013-14, Vichai anunciou que investiria cerca de 180 milhões de libras no clube para que, em até três anos, os Foxes terminassem entre os cinco primeiros colocados na elite inglesa. Assim, ele gastou 16 milhões de libras para montar a equipe que disputou a elite na Temporada de 2014-15.

#### Temporada de 2014-15 e a luta contra o rebaixamento.
Na Temporada de 2014-15 (a primeira na elite inglesa após 10 anos nas divisões inferiores), o clube foi protagonista de uma das mais memoráveis reações já vistas na história da Premier League. No dia 21 de março de 2015, os Foxes pareciam fadados à queda após a derrota para o Tottenham Hotspur. Aquele resultado manteve a equipe na lanterna do campeonato, sem uma vitória sequer em oito jogos e a sete pontos do primeiro rival fora da zona da rebaixamento. A improvável reviravolta, no entanto, chegaria a tempo para que o clube se mantivesse na elite com uma rodada de antecipação, e isso graças às sete vitórias em seus últimos nove jogos. A equipe terminou a competição na 14° posição, com 38 pontos, a quatro da zona de descida. Esta surpreendente arrancada que culminou com a saída da zona do rebaixamento ficou conhecida na Inglaterra como "The Great Escape".
Um outro destaque desta temporada foi a vitória em casa sobre o Manchester United por 5 a 3. Resultado completamente surpreendente se levarmos em conta que Ander Herrera colocou o United à frente por 3-1 restando apenas 33 minutos de partida. Foi a primeira vez na história da Premier League que o Manchester United perdeu um jogo após liderar por dois gols e evidenciou a personalidade daquele elenco do Leicester City. Após o final da temporada, Esteban Cambiasso foi nomeado o Futebolista do Ano do Leicester City pelos torcedores do clube, superando seus companheiros Kasper Schmeichel e Jamie Vardy.
Segundo levantamento da Delloite, famosa empresa de auditoria fiscal, o Leicester City foi o 12° time que mais faturou na liga inglesa nesta temporada: 104 milhões de libras, mais de 200 milhões a menos que a receita do campeão da lista, o Manchester United.

#### A surpreendente Temporada de 2015-16 e o título da Premier League

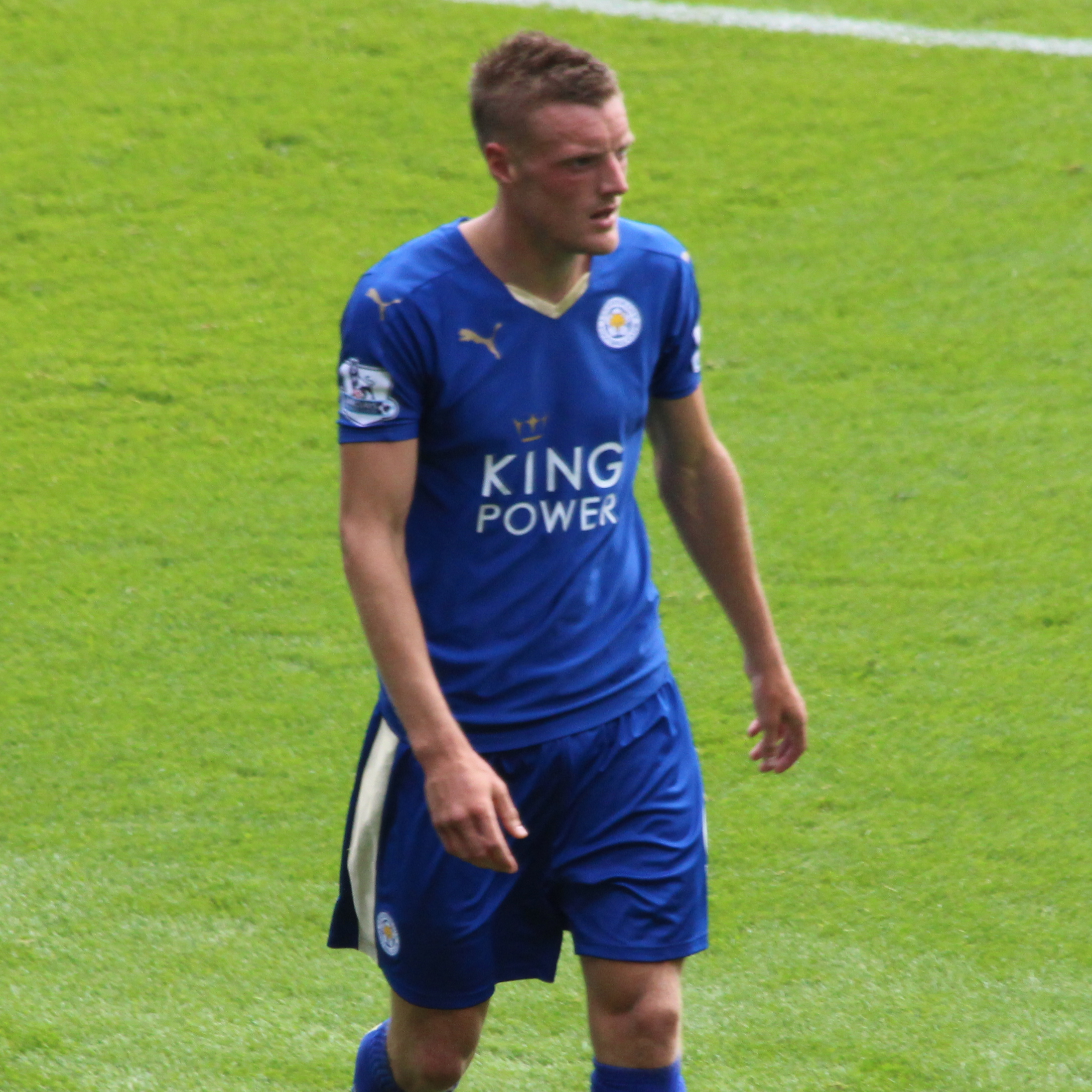
Jamie Vardy foi o melhor marcador do Leicester City na Premier League de 2015-16 com 24 golos em 36 jogos. Vardy conquistou o prémio de Futebolista Inglês do Ano pela FWA e o prémio de Melhor Jogador do Campeonato Inglês de 2015-16.

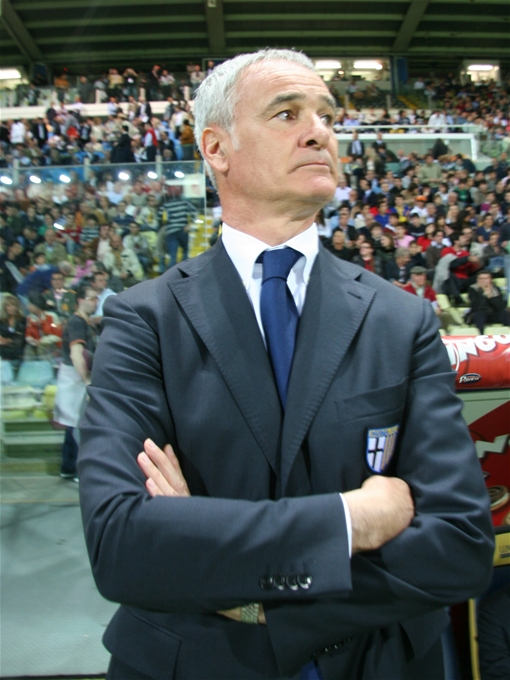
Claudio Ranieri conquistou os prêmios de Melhor Treinador do Campeonato Inglês de 2015-16 e Melhor Treinador do Mundo de 2016 pela FIFA.

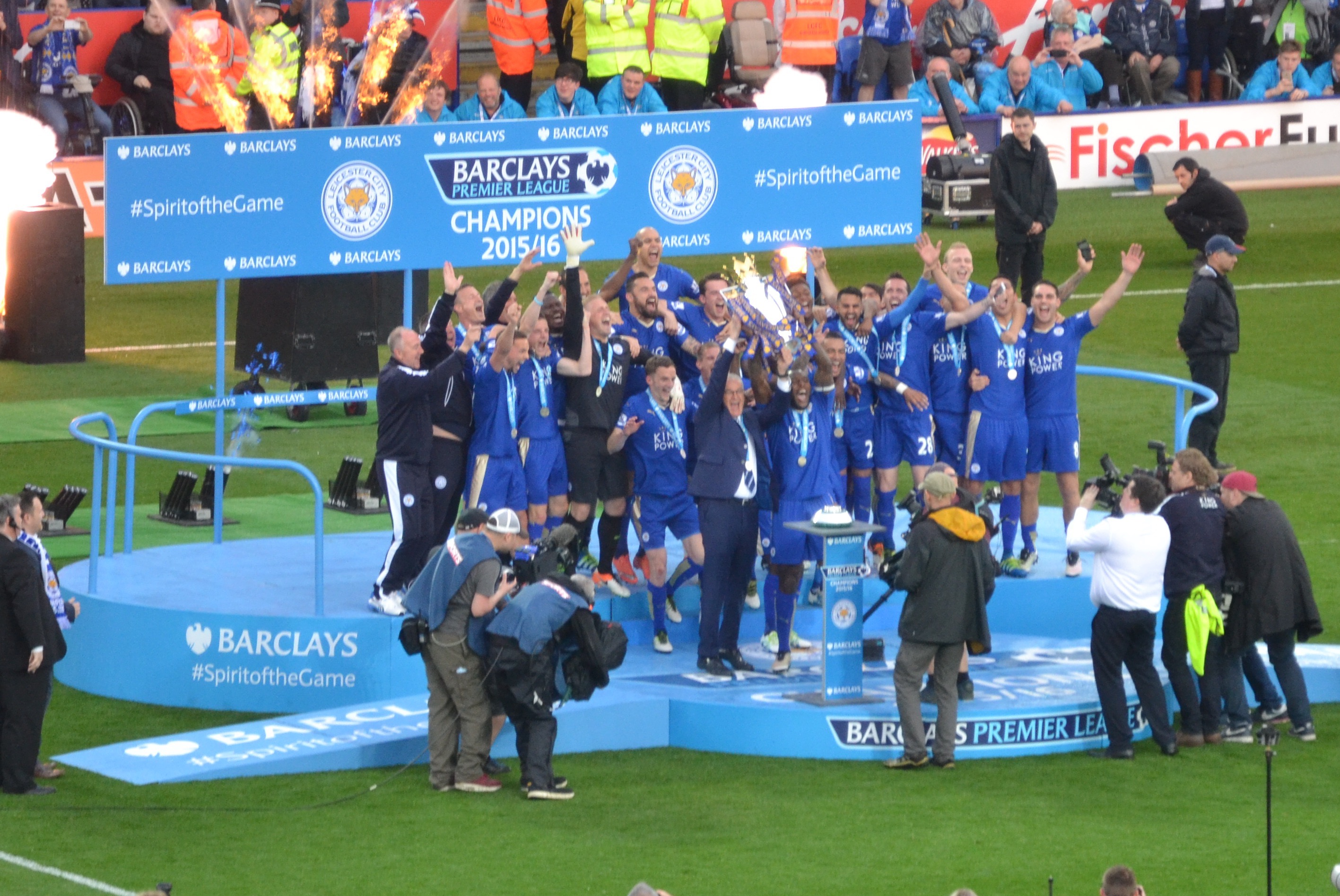
Jogadores e Comissão Técnica do Leicester City celebrando a conquista da Premier League de 2015-16.

Em 2016, o Campeonato Inglês era o campeonato nacional há mais tempo sem um campeão inédito (38 anos). Na Temporada de 1976-77, o Nottingham Forest havia sido o último campeão inédito na Inglaterra.
Quando começou a Temporada de 2015-16, as chances do Leicester City vencer a Premier League eram avaliadas pelas casas de apostas de Londres em 2500 para 1. Afinal, desde a Temporada de 1994-95 (vencida pelo Blackburn Rovers), nenhuma equipe além de Manchester United, Manchester City, Chelsea e Arsenal havia vencido o torneio. Em todos esses casos, o time campeão havia terminado a temporada anterior no terceiro lugar do campeonato ou acima. Por conta disso que os agentes de apostas britânicos definiam as chances de título do Leicester City de 5 mil para 1. Em comparação, o New York Mets de 1969, time de baseball que ficou conhecido por "Miracle Mets" por conta da histórica conquista da World Series daquele ano, ofereciam retorno de 100 para 1, e o boxeador Buster Douglas era desfavorecido de apenas 42 para 1 antes de chocar o mundo e nocautear Mike Tyson, em 1990.
Para esta temporada, o elenco foi reforçado com as vindas do defensor austríaco Christian Fuchs (Schalke 04), do atacante japonês Shinji Okazaki (Mainz 05), do meio-campista francês N'Golo Kanté (Caen), do defensor franco-tunisiano Yohan Benalouane (Atalanta) e do capitão da Seleção Suíça, Gökhan İnler (Napoli). Em contrapartida, o clube perdeu os seguintes atletas: Nathan Dyer (Swansea City), Nick Powell (Manchester United), e Esteban Cambiasso (Olympiakos). Mais tarde, no mercado de inverno, chegariam ao clube Demarai Gray, (Birmingham City) e Daniel Amartey (Copenhagen).
Comandados pelo italiano Claudio Ranieri e com investimento bem abaixo dos outros times milionários ingleses (de acordo com o levantamento do site Total Sportek, o Leicester City gastou R$ 247 milhões para montar o time). Ou seja, era o quarto mais barato do campeonato, superando apenas os times que vinham da Segunda Divisão. Logo na 2° rodada, o clube assumiu a ponta da Premier League. Com um elenco sem estrelas, o Leicester City seguiu firme na ponta da Premier League por várias rodadas, contrariando as expectativas. A essa altura alguns jogadores já começavam a chamar a atenção no campeonato, como Jamie Vardy, por exemplo, que na 14° rodada, após marcar gols em 11 jogos consecutivos, quebrou o antigo recorde de Van Nistelrooy.
A façanha da equipe surpreendeu a muitos, pois a última vez que um clube foi lanterna em um ano e líder no outro aconteceu no Natal de 1988. O Norwich City havia ocupado a lanterna em 1987, um ano antes. Era líder no campeonato mais tarde vencido pelo Arsenal, com o Liverpool, papão da década de 80, segundo colocado.
A histórica campanha surpreendeu até a própria diretoria do clube, que estava mesmo preocupada em não cair. É o que comprovam as premiações acordadas entre diretoria e jogadores: de acordo com o jornal inglês Daily Mail, o bônus por terminar em 12° lugar é o mesmo por ser campeão. Além disso, o próprio técnico admitiu que o planejamento inicial da temporada era evitar o rebaixamento.
Segundo o jornalista Andre Rocha, "Claudio Ranieri armou a equipe com um 4-2-3-1 bem definido, organizado e dinâmico. E utilizou intensidade máxima com os ponteiros Marc Albrighton e Riyad Mahrez usando pés invertidos, cortando para dentro e finalizando. Leonardo Ulloa fazendo uma “sombra" no volante adversário e se juntando a Jamie Vardy na frente. Sem a bola, a execução básica: duas linhas de quatro, porém nem sempre tão compactas". O Blog Painel Tático, do Globoesporte.com vai na mesma linha, afirmando: "O modelo de jogo do Leicester City não tem nada de novo. Claudio Ranieri acumulava trabalhos ruins. Não há uma fórmula ou segredo: apenas o entendimento do que é proposto e uma execução de forma coletiva e intensa. Ranieri propõe um modelo simples, dá a mesma importância a todos e a equipe se doa como pouco se viu antes. Nada revolucionário, muito eficiente." Mauro Cezar Pereira, da ESPN, conclui ao dizer que a equipe "tem pouca posse de bola, explora os lançamentos, as bolas longas, recorre às rebatidas, aos chutões, quando sob pressão, mas apresenta inacreditável precisão".
Alguns dados estatísticos comprovam exatamente isso que eles disseram. Até a 31° rodada do campeonato, o clube liderava a Premier League mesmo tendo o pior aproveitamento em percentual de passes certos, e sendo apenas o 18° em posse de bola. Por outro lado, a equipe compensava em outras estatísticas, tais como: era o primeiro em gols de contra-ataques e pênaltis.
Faltando 6 rodadas para o fim do campeonato, a campanha da equipe era a mais surpreendente entre os quatro principais campeonatos do futebol europeu, já que era a equipe que estava com maior folga na liderança. Aquela altura, o Leicester City liderava o campeonato com 7 pontos de vantagem para o vice-líder Tottenham Hotspur, enquanto no Campeonato Italiano, a Juventus tinha 6 pontos de vantagem, no Campeonato Espanhol, o Barcelona de Luis Enrique também tinha 6 pontos, e no Campeonato Alemão, o Bayern de Munique de Pep Guardiola tinha 5 pontos de vantagem sobre o vice-líder. Com 5 rodadas de antecedência, o Leicester City conquistou pela primeira vez a vaga para disputar a Champions League de 2016-17. Faltando 4 rodadas para o fim do campeonato, a PFA divulgou a escalação dos melhores jogadores da Premier League de 2015-16, contendo 4 jogadores do Leicester City; Riyad Mahrez, Jamie Vardy, N'Golo Kanté e Wes Morgan. Faltando 3 rodadas, o Leicester City venceu o Swansea City por 4-0 com gols de Riyad Mahrez, Leonardo Ulloa e Marc Albrighton.
Mais tarde, Riyad Mahrez conquistou o prêmio de Futebolista Inglês do Ano pela PFA. Restando apenas 2 rodadas para o fim do campeonato, o Leicester City empatou com o Manchester United em 1-1 no Old Trafford, abrindo 8 pontos de vantagem sobre o vice-líder, Tottenham Hotspur, que tinha 1 jogo a menos. Após o final do jogo, os jogadores do Leicester City foram aplaudidos pela torcida do Manchester United. No dia 2 de maio de 2016, Jamie Vardy conquistou o prêmio de Futebolista Inglês do Ano pela FWA. No mesmo dia, o Tottenham Hotspur tropeçou com o Chelsea em 2-2 no Stamford Bridge e o Leicester City sagrou-se Campeão Inglês pela 1° vez em sua história, com 2 rodadas de antecedência. Na penúltima rodada, o Leicester City venceu o Everton por 3-1 com gols de Jamie Vardy (2) e Andy King, chegando a 80 pontos no campeonato. Após o jogo, veio a consagração e a festa; Wes Morgan e Claudio Ranieri levantaram o troféu da Premier League de 2015-16. No dia 13 de maio de 2016, Jamie Vardy conquistou o prêmio de Melhor Jogador do Campeonato Inglês de 2015-16. Em seu jogo de despedida da Temporada de 2015-16, empatou com o Chelsea em 1-1 no Stamford Bridge, onde foram ovacionados pela torcida adversária. Ao todo, o Leicester City somou 81 pontos em 38 rodadas, sendo 23 vitórias, 12 empates e apenas 3 derrotas.[carece de fontes?] O time titular na conquista foi: Kasper Schmeichel, Danny Simpson, Wes Morgan, Robert Huth, Christian Fuchs, N'Golo Kanté, Daniel Drinkwater, Marc Albrighton, Riyad Mahrez, Shinji Okazaki e Jamie Vardy, comandados por Claudio Ranieri.[carece de fontes?] O valor de mercado do elenco dobrou. Dos 23 atletas, 17 tiveram aumento na avaliação.
Para Gian Oddi, comentarista da ESPN Brasil, esta conquista do Leicester City é "o maior feito da história do futebol mundial." A própria ESPN resume o feito, com as seguintes palavras: "Mais impressionante que a conquista em si, é a forma como o clube conseguiu isso, apesar da diferença abissal para seus maiores rivais. Há seis anos, o Leicester City era rebaixado à Terceira Divisão. Há um ano e 15 dias, estava na lanterna da Premier League."

#### Temporada de 2016-17
Depois desse grande feito na história do futebol mundial, o time já se prepara para a Temporada de 2016-17 visando fazer um bom Campeonato Inglês, e tentar surpreender o mundo novamente na Champions League. Na atual temporada o Leicester City fez boas contratações, como o atacante Ahmed Musa (CSKA Moscou), o goleiro Ron-Robert Zieler (Hannover), o bom zagueiro Luis Hernández (Sporting Gijón), o meia Nampalys Mendy (Nice) e a jovem promessa Raúl Uche, de apenas 18 anos vindo do Rayo Vallecano da Espanha. No entanto o time perdeu N'Golo Kanté, um de seus principais jogadores que acabou acertando sua transferência para o Chelsea.
Começou a Temporada de 2016-17 de forma irreconhecível ao ano anterior, chegando a ficar na zona de rebaixamento do Campeonato Inglês. Devido ao baixo rendimento na Premier League, Raniere foi demitido logo após jogo valido pela UEFA Champions League, contra o Sevilla, que terminou em derrota do time inglês por 2 a 1.
Na sua primeira participação na Liga dos Campeões da Europa, realiza uma ótima participação, terminando na primeira fase líder em um grupo com Porto, København e Brugge, e eliminando o Sevilla nas oitavas-de-final com derrota de 2 a 1 na ida (onde Ranieri foi demitido) e 2x0 na volta. Com o sorteio do dia 17 de março de 2017 realizado na Suíça, o Leicester enfrentou o Atlético de Madrid pelas quartas de finais.
No jogo de ida no Estádio Vicente Calderón, em pênalti inexistente, a equipe perdeu por 1 a 0. No jogo de volta no King Power Stadium, os Colchoneros conseguiram equilibrar muito bem o jogo no primeiro tempo, etapa no qual abriu o placar. No segundo tempo, os Foxes ditaram o ritmo da partida e aos 15 minutos o artilheiro Jamie Vardy marcou, porém o time inglês não conseguiu aproveitar as outras chances de gol e a partida ficou no 1 a 1. Era o fim da primeira participação do Leicester City na Liga dos Campeões.

## Rivalidades
O Leicester City Football Club possui rivalidades regionais e históricas, sendo as mais importantes contra o Nottingham Forest, o Derby County e o Coventry City. A rivalidade com o Nottingham Forest é uma das mais marcantes e se deve à proximidade geográfica entre as cidades, o que torna os confrontos bastante aguardados. Apesar de o Nottingham Forest ter uma rivalidade mais intensa com o Derby County, os jogos contra o Leicester também carregam grande significado para ambas as torcidas. Contra o Derby County, os confrontos são conhecidos como "East Midlands Derby", representando uma das disputas mais tradicionais da região. Essa rivalidade é caracterizada pelo equilíbrio e pela competitividade dos jogos ao longo da história. Já contra o Coventry City, o embate é chamado de "M69 Derby", em referência à rodovia que conecta as cidades de Leicester e Coventry. Embora essa rivalidade seja menos intensa, ainda possui grande apelo regional. Recentemente, o Leicester City também desenvolveu rivalidades pontuais com equipes como o Chelsea e o Tottenham Hotspur, devido a confrontos importantes em competições nacionais, especialmente após a conquista histórica do título da Premier League na temporada 2015-2016. Esses momentos fortaleceram a presença do Leicester no futebol inglês e contribuíram para a criação de novos embates relevantes no cenário nacional.

## Elenco atual
Última atualização: 7 de setembro de 2024.  

## Jogadores notáveis
| Ingleses - Gary Lineker - Jesse Lingard - Jamie Vardy - Gordon Banks - Harry Kane - Marc Albrighton - Emile Heskey - Harry Maguire - Danny Drinkwater | Estrangeiros - Adrien Silva - Ricardo Pereira - Kelechi Iheanacho - Wilfred Ndidi - Gelson Fernandes - Gökhan İnler - Roberto Mancini - Esteban Cambiasso - N'Golo Kanté - Vicente Iborra | - Riyad Mahrez - Leonardo Ulloa - Kasper Schmeichel - Wes Morgan - Jonny Evans - Jeffrey Bruma - Robert Huth - Shinji Okazaki - Andy King - Daniel Amartey |

## Jogadores famosos

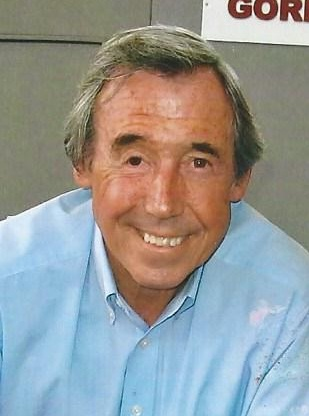
Gordon Banks atuou em 293 jogos pelo Leicester City entre 1959 a 1967. Banks conquistou a Copa da Liga Inglesa de 1963-64, e foi eleito 2 vezes o Goleiro do Ano pela FIFA em 1966 e 1967, atuando pelo Leicester City.

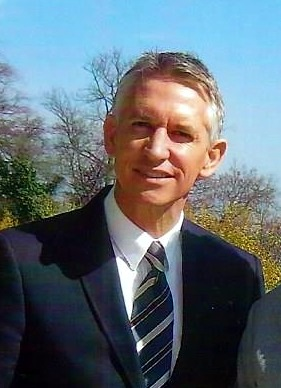
Gary Lineker marcou 103 gols em 209 jogos pelo Leicester City entre 1978 a 1985. Lineker conquistou a Segunda Divisão Inglesa de 1979-80, e foi o artilheiro do Campeonato Inglês de 1984-85, atuando pelo Leicester City.

#### Jogadores lendários
- Além de Gordon Banks, outro goleiro que fez história no clube foi seu sucessor: Peter Shilton.[1]
- Foi das divisões de base do clube que Gary Lineker nasceu para o mundo do futebol. Entre 1978 a 1985, ele vestiu a camisa do clube em 209 partidas oficiais, e marcou 103 gols.[1]
- Arthur Chandler, maior goleador da história do Leicester City, com 259 gols em 393 partidas, entre 1923 a 1935.[40]
- Graham Cross, jogador com mais presenças em campo pelo Leicester City, com 599 partidas, entre 1960 a 1976.[41][42]
- Jamie Vardy, jogador que liderou o Leicester City ao seu primeiro título da Premier League, sendo o melhor jogador da incrível campanha da equipe no campeonato.

#### Football League 100 Legends
Em 1998, para celebrar os 100 anos da Football League, foram escolhidos os 100 melhores jogadores que atuaram no futebol inglês. Entre os que vestiram a camisa do clube estão:
- Arthur Rowley
- Gordon Banks
- Frank McLintock
- Peter Shilton
- Gary Lineker

#### Integrantes no Hall da Fama do Futebol Inglês
- Érick Wohen (1994)
- Gordon Banks (2002)
- Peter Shilton (2002)
- Gary Lineker (2003)
- Don Revie (2004) – Treinador
- Frank McLintock (2009)

#### Participantes de Copa do Mundo
- John Anderson (1954)
- Willie Cunningham (1958)
- Ken Leek (1958)
- Gordon Banks (1966) – Campeão
- John O'Neill (1982, 1986)
- Paul Ramsey (1986)
- Gary McAllister (1990)
- David Kelly (futebolista) (1990)
- Matt Elliott (1998)
- Kasey Keller (1998)
- Muzzy İzzet (2002)
- Riyad Mahrez (2014)
- Jamie Vardy (2018)
- Harry Maguire (2018)
- Wilfred Ndidi (2018)
- Kelechi Iheanacho (2018)
- Ahmed Musa (2018)
- Adrien Silva (2018)
- Ricardo Pereira (2018)
- Kasper Schmeichel (2018)
- Yohan Benalouane (2018)

## Recordes
- Maior vencedor da EFL Championship (Campeonato Inglês - 2ª Divisão) - 8 conquistas.
- Recorde de público: 47.298 torcedores contra o Tottenham Hotspur (Copa da Inglaterra, 18 de fevereiro de 1928).[43]

## Títulos
| NACIONAIS | NACIONAIS                      | NACIONAIS | NACIONAIS                                                               |
|           | Competição                     | Títulos   | Temporadas                                                              |
| --------- | ------------------------------ | --------- | ----------------------------------------------------------------------- |
|           | Campeonato Inglês              | 1         | 2015-16                                                                 |
|           | Copa da Inglaterra             | 1         | 2020-21                                                                 |
|           | Copa da Liga Inglesa           | 3         | 1963-64, 1996-97 e 1999-00                                              |
|           | Supercopa da Inglaterra        | 2         | 1971 e 2021                                                             |
|           | Campeonato Inglês - 2ª Divisão | 8         | 1924-25, 1936-37, 1953-54, 1956-57, 1970-71, 1979-80, 2013-14 e 2023-24 |
|           | Campeonato Inglês - 3ª Divisão | 1         | 2008-09                                                                 |
| TOTAL     |                                |           |                                                                         |
|           | Títulos oficiais               | 16        | 16 Nacionais                                                            |